# Xã Waverly, Quận Codington, Nam Dakota
Xã Waverly (tiếng Anh: Waverly Township) là một xã thuộc quận Codington, tiểu bang Nam Dakota, Hoa Kỳ. Năm 2010, dân số của xã này là 189 người.